# Batkhela
Batkhela ou Bat Khela (en ourdou : بٹ خیلہ, en pashto : بټ خيله) est une ville pakistanaise, et capitale du district de Malakand, dans la province de Khyber Pakhtunkhwa.
La population de la ville a été multipliée par plus de quatre entre 1972 et 2017 selon les recensements officiels, passant de 14 945 habitants à 68 200. Entre 1998 et 2017, la croissance annuelle moyenne s'affiche à 2,4 %, au même niveau que la moyenne nationale. Selon le recensement de 2023, la population de la ville monte à 73 525 habitants.
|            | 1972 (rec.) | 1998 (rec.) | 2017 (rec.) | 2023 (rec.) |
| ---------- | ----------- | ----------- | ----------- | ----------- |
| Population | 14 945      | 43 179      | 68 200      | 73 525      |